# Páez (rijeka)
Páez je rijeka u Kolumbiji, lijeva pritoka rijeke Magdalene. Pripada slijevu Karipskog mora.